# 387 Аквітанія
387 Аквіта́нія (387 Aquitania) — астероїд головного поясу, відкритий 5 березня 1894 року у Бордо.